# ناحیه چارلستون (شهرستان کالامازو، میشیگان)
ناحیه چارلستون (به انگلیسی: Charleston Township) یک منطقهٔ مسکونی در ایالات متحده آمریکا است که در شهرستان کالامازو، میشیگان واقع شده‌است.
 ناحیه چارلستون ۹۲٫۱ کیلومتر مربع مساحت و ۱٬۹۷۵ نفر جمعیت دارد و ۲۸۸ متر بالاتر از سطح دریا واقع شده‌است.